# 기스빌
기스빌(Giswil)은 스위스 옵발덴주의 지자체이다.

## 역사
기스빌은 11세기에 키세필라레(Kisevilare)로 처음 언급되었다.

## 지리
기스빌은 자르넨 호수의 남쪽 끝에 위치하고 있다. 그것은 그로스타일(Grossteil), 클라인타일(Kleinteil), 루덴츠(Rudenz) 및 디히터슈마트(Diechtersmatt)의 마을 구역과 흩어져 있는 농가 및 작은 마을로 구성된다. 남서쪽에서는 지방 자치 단체가 기스빌러슈토크(Gilwilerstock), 브리엔처 로트호른(Brienzer Rothorn), 아르니하겐(Arnihaaggen) 및 회흐 구메(Höch Gumme)의 정상까지 솟아 있다. 글라우벤빌렌 고개(Glaubenbielen Pass)는 루체른주의 엔틀레부흐(Entlebuch) 지역에 있는 쇠렌베르크(Sörenberg)로 건너간다.
기스빌의 면적은 2006년 기준으로 85.9k㎡이다. 이 면적 중 35.9%가 농업용으로 사용되고 53.3%가 산림이다. 나머지 토지 중 2.2%는 정착지(건물 또는 도로)이고 나머지(8.7%)는 불모지(강, 빙하 또는 산)이다.

## 인구통계
기스빌의 인구(2020년 12월 31일 기준)는 3,676명이다. 2007년 기준으로 전체 인구의 8.9%가 외국인이다. 19세기 후반에 인구가 약 1600명에 머물던 빈곤과 이민의 시기 이후, 20세기에는 인구가 상당히 지속적으로 증가했다. 지난 40년 동안 인구는 38% 증가했는데, 이는 주로 지역 경제 상황과 루체른으로 가는 대중교통이 개선되어 이민 균형이 이민에 대한 의미를 확실히 바꿨기 때문이다. 대부분의 인구(2000년 기준)는 독일어(95.5%)를 사용하며 세르보-크로아티아어가 두 번째로 많이 사용(1.0%), 포르투갈어가 세 번째(0.8%)로 사용된다. 2000년 현재인구의 성별 분포는 남성이 50.9%, 여성이 49.1%였다. 2000년 현재 기스빌에는 1,250세대가 있다.
2007년 연방 선거에서 가장 인기 있는 정당은 득표율 35.9%를 얻은 SVP였다. 그 다음으로 가장 인기 있는 3개 정당은 CVP (26.2%), SPS (19.4%), 나머지 득표율은 다른 정당(18.6%)에게 돌아갔다.
기스빌에서 인구의 약 68.2%(25-64세 사이)는 필수가 아닌 고등 교육 또는 추가 고등 교육(대학 또는 응용학문대학)을 완료했다.
기스빌의 실업률은 1.24%이다. 2005년 기준으로 1차 경제 부문에 329명이 고용되어 있으며 이 부문에 약 125개 기업이 참여하고 있다. 335명이 2차 부문에 고용되어 있고, 이 부문에 53개의 기업이 있다. 467명이 3차 부문에 고용되어 있으며, 이 부문에는 84개의 기업이 있다.
역사적 인구는 다음 표에 나와 있다.
| 년도 | 인구  |
| ---- | ----- |
| 1744 | 1,040 |
| 1850 | 1,610 |
| 1900 | 1,711 |
| 1950 | 2,642 |
| 1990 | 3,085 |
| 2000 | 3,435 |

## 교통
기스빌에는 인터라켄에서 루체른까지 가는 지역 간 협궤 철도인 브뤼닉선이 기스빌역에 운행한다. 인터라켄과 루체른 사이의 인터레기오 열차는 루체른에서 출발하는 30분 간격으로 운행하는 루체른 S-반의 S5 편이 종점역인 기스빌에서 정차한다.
A8 고속도로는 기스빌 터널을 통해 마을의 남쪽으로 지나간다.

## 관광
기스빌의 주요 명소는 2개의 폐허(로젠베르크와 루덴츠)와 흩어져 있는 정착촌 그로스타일의 전통 농가이다.

## 기후
기스빌의 연간 강우량은 평균 144.1일이며 평균 강수량은 1,311mm이다. 가장 습한 달은 8월로 기스빌의 평균 강수량은 168mm이다. 이달의 평균 강수일은 14.4일이다. 강수량이 가장 많은 달은 6월로 평균 14.4일이지만 강수량은 146mm에 불과하다. 연중 가장 건조한 달은 1월로 14.4일 동안 평균 강수량이 79mm이다.